# ヴィヴィアン・クック
ヴィヴィアン・ジェームズ・クック（Vivian James Cook、1940年6月13日 - 2021年12月）は、英国ニューカッスル大学の応用言語学の名誉教授。 第二言語習得と第二言語教育に関する研究、および言語学に関する教科書や本を数多く執筆した。 また、 バイリンガリズム 、EFL（ 外国語としての英語 ）、 第一言語習得 、第二言語教育、言語学、英語のライティングシステムなど、数多くのトピックに取り組んだ。 彼は現在までに20冊以上の本と100冊の論文を発表している。  また彼は、 ヨーロッパ第二言語協会 （EuroSLA）の創設者かつ初代会長あり、 オックスフォード大学出版ジャーナルのライティングシステムリサーチの共同創設者である。 

## キャリア
クックはEFLの講師およびロンドンの言語サービスディレクターとしてキャリアをスタートさせ、この間多くの革新的なEFL教科書（ Active Intonation 、1968;  Realistic English 、B。AbbsおよびM. Underwood、1968– 70;  English Topics 、1975、  Using Intonation 、1979、  English for Life 、1980–1983  ）を執筆した。 1978年にはエセックス大学で応用言語学の講師を務め、2004年にはニューカッスル大学で教授を務めた。 
1970年代と1980年代に、クック教授は第二言語習得研究にさまざまな研究手法を導入し（elicited imitation、 短期記憶測定、 応答時間、およびマイクロ人工言語を用いた研究など）、第二言語研究への実験的アプローチを支持し、様々な実験を行った。 また彼はNoam Chomskyの理論（  ChomskyのUniversal Grammar：An Introduction ）と、第2言語の習得と教育に関連するUniversal Grammarについてのテキストを執筆した。  アドベンチャーゲームや構文解析プログラムを含む、外国語として英語を学ぶためのコンピューター支援言語学習プログラムも開発した。  
1990年代の初めに、彼は第二言語習得のマルチコンピタンスアプローチを提唱した。  マルチコンピタンスとは「2つの言語を1つの心に持つこと」であり、複数の言語を知っている人は1つの言語しか持っていない人とは異なる心的表象を持っているとする。 これにより複数言語を使用する個人は、「第2言語学習者」ではなく「L2ユーザー」と呼ばれる 。  L2学習の目的は、複数の言語の多能なユーザーになることであり、別の言語のネイティブスピーカーの模倣者になることではない。また、ネイティブスピーカーは必ずしも最高のL2教師であることを保証しない。 
マルチコンピタンスでは、L2ユーザーが、教室で母国語を使用することに肯定的である。  また、教師と学習者は、L2学習が人々の考え方を変えることを自覚する必要があるとする。  1997年の論文で、クックは複数の言語の知識が人々の考え方を変えることができると主張た。  その後、このトピックに焦点を当てた最初のワークショップ（2002年の「バイリンガル認知」に関するワークショップ、 ヨーロッパ第二言語協会会議内）でその証拠を提供し、さまざまな分野と言語の研究を紹介た 。 
クックは、特に英語の書記体系の研究で有名である。 彼は英語の正書法に関する成功した教科書を出版し  、人々が第二言語を読み書きする方法についての書籍を共同編集し 、現在ジャーナルライティングシステムリサーチの編集者（ Jyotsna VaidとBenedetta Bassettiと共に）となった）。    
クックの上位引用記事は、 TESOL Quarterly 、 Canadian Modern Language Review 、 Language Learning 、 Second Language Research 、Language、Culture and Curriculumに掲載されている。 